# ديف جونسون (كرة سلة)
ديف جونسون (بالإنجليزية: Dave Johnson)‏ مواليد 16 نوفمبر 1970 في مورغان سيتي، هو لاعب كرة سلة أمريكي معتزل. بدأ مسيرته الاحترافية في سنة 1992. تم اختياره من قبل فريق بورتلاند ترايل بلايزرز خلال الدرافت. يبلغ طوله 6 قدم 7 بوصة (2.0 م). اعتزل اللعب في 2001.

## المسيرة الاحترافية
لعب مع بورتلاند ترايل بلايزرز في موسم 1992–1993، ثم لعب مع شيكاغو بولز في موسم 1993–1994، ثم لعب مع نادي سرقسطة لكرة السلة في الدوري الإسباني في سنة 1994، ثم لعب مع جاي دي أيه ديجون في الدوري الفرنسي في موسم 1995–1996، ثم لعب مع باسكت نابولي في موسم 1997–1998.

## روابط خارجية
- ديف جونسون على موقع إن بي أي (الإنجليزية)
- ديف جونسون على موقع سبورتس رفرنس (الإنجليزية)
- ديف جونسون على موقع الدوري الإسباني لكرة السلة (الإسبانية)
- ديف جونسون على موقع كرة السلة الأوروبية.كوم (الإنجليزية)
- ديف جونسون على موقع كلية كرة السلة في سبورتس رفرنس.كوم (الإنجليزية)
- ديف جونسون على موقع ريلجم (الإنجليزية)
- ديف جونسون على موقع بروبوليرز (الإنجليزية)
- ديف جونسون على موقع سبورتس رفرنس (الإنجليزية)